# Friedel Deventer
Friedel Deventer (* 26. Januar 1947 in Meschede) ist ein Grafiker, Fotomontagekünstler, Maler und Objektkünstler. Er lebt als freischaffender Künstler in Kassel.

## Leben und Werk

### Ausbildung
Deventer schloss 1972 eine Ausbildung zum Kunsterzieher und Graphik-Designer an der Kasseler HbK ab. Seit 1968 trat er mit politischen und gesellschaftskritischen Grafiken und Karikaturen hervor. 1969 wurde er Mitbegründer des Kollektivs Demokratische Grafik Hamburg. Seit Anfang der 1970er Jahre gestaltete er Fotomontagen, Objekte und politische Plakate, die vor allem die Umweltzerstörung, den Vietnamkrieg und den Welthunger kritisierten.

### Öffentliche Arbeiten
Seit 1974 schuf Deventer über 50 Wandbilder im öffentlichen Raum in Kassel, deutschlandweit mehr als 120. Die zumeist im fotorealistischen Stil geschaffenen Werke entstanden oft in Zusammenarbeit mit lokalen Wirtschaftsunternehmen oder Wohnungsbaugesellschaften und dienten zugleich als Verbesserung der Wohnqualität. Zudem verwandelte er auch Trafohäuschen in einen klassizistischen Wintergarten oder in ein Palmenhaus.
In den Jahren 1995 und 1996 wurde von ihm am S-Bahnhof Galluswarte in Frankfurt das weltweit größte Landschaftspanorama auf einer Fläche von 3.000 m² geschaffen.
Seit 1986 hat Friedel Deventer mehrere elektronisch gesteuerte kinetische Objekte und Windobjekte realisiert. Er schuf für die Kasseler Königsgalerie gegenläufig drehende Metallstäbe und für ein Bürohaus in der Wilhelmshöher Allee in Kassel langsam rollende rote Kugeln.

### Kunstakademie Deventer
Mit seiner Frau Maya vermittelt Friedel Deventer in der Kunst Akademie Deventer künstlerische Ausdrucksmöglichkeiten.

## Auszeichnungen
- 1968: Preis der Heinrich-Zille-Stiftung für Kritische Grafik der Gegenwart, Hannover.
- 1976: Kunstpreis Kunst im öffentlichen Raum, Modellprojekte, Bremen.
- 1976: Preis der 6. internationalen Graphik-Biennale, Warschau.

## Ausstellungen
- Einzelausstellungen
  - 1971 „Satire gegen Gewalt“, Kunstamt Neukölln, Berlin
  - 1973 Elefantenpress Galerie, Berlin
  - 1976 Emschertal-Museum, Herne
  - 1976 „Kritische Grafik“ Städtische Galerie Bergkamen
  - 1983 Theater Oberhausen, Oberhausen
- Gemeinschaftsausstellungen
  - 1972 Herbstsalon, Haus der Kunst München
  - 1972 Politische Grafik, Künstler gegen Franz Josef Strauß, Berlin-Köpenick:
  - 1973 Das politische Plakat (Essen)
  - 1974  Antiimperialistische Solidarität, Hanoi
  - 1974 Aspekte der engagierten Kunst Kunstverein Hamburg
  - 1976 Atelier im Bauernhaus, Fischerhude
  - 1982 La Liberté guidant le peuple de Delacroix, Musées Nationaux, Paris
  - 1983 Kunst bewegt eine Stadt, Bergkamen
  - 1986 Der Baum, Heidelberger Kunstverein